# Wilhelm Schraml
Wilhelm Schraml (26. června 1935 Erbendorf – 8. listopadu 2021 Altötting) byl římskokatolický biskup, pomocný biskup řezenský (1986-20001) a 84. biskup pasovský (2001 - 2012).

## Život
Narodil se jako druhý ze tří synů. Navštěvoval Staré gymnázium v Řezně a biskupský seminář v Obermünsteru. Ve studiích pokračoval na církevním semináři sv. Augustina, kde roku 1956 složil maturitu a jako seminarista pokračoval ve studiích na Philosophisch-Theologische Hochschule. 
Vysvěcen byl 29. června 1961 a stal se farářem v Řezně. Roku 1986 je vysvěcen na biskupa se sídlem tamtéž a současně jmenován titulárním biskupem Munatiany, současně se stal biskupským vikářem pro charitu, v řezenské diecézi dosáhl i dalších funkcí (předseda diecézní pastorační rady pro mládež, referent pro liturgii a církevní hudbu, také referent pro rodinnou pastorační péči regionu Landshut). 
V roce 1985 byl oceněn Spolkovým záslužným křížem 1. třídy.[zdroj?] 13. prosince 2001 jmenován biskupem pasovským, do úřadu byl uveden 23. února 2002. Rezignoval z důvodu dosažení kanonického věku v roce 2010, rezignace byla papežem přijata k 1. říjnu 2012.